# This Is Me... Now: the Tour
 (mars 2024).
La mise en forme du texte ne suit pas les recommandations de Wikipédia : il faut le « wikifier ».
Les points d'amélioration suivants sont les cas les plus fréquents :
- Les titres sont pré-formatés par le logiciel. Ils ne sont ni en capitales, ni en gras.
- Le texte ne doit pas être écrit en capitales (les noms de famille non plus), ni en gras, ni en italique, ni en « petit »…
- Le gras n'est utilisé que pour surligner le titre de l'article dans l'introduction, une seule fois.
- L'italique est rarement utilisé : mots en langue étrangère, titres d'œuvres, noms de bateaux, etc.
- Les citations ne sont pas en italique mais en corps de texte normal. Elles sont entourées par des guillemets français : « et ».
- Les listes à puces sont à éviter, des paragraphes rédigés étant largement préférés. Les tableaux sont à réserver à la présentation de données structurées (résultats, etc.).
- Les appels de note de bas de page (petits chiffres en exposant, introduits par l'outil «  Source ») sont à placer entre la fin de phrase et le point final[comme ça].
- Les liens internes (vers d'autres articles de Wikipédia) sont à choisir avec parcimonie. Créez des liens vers des articles approfondissant le sujet. Les termes génériques sans rapport avec le sujet sont à éviter, ainsi que les répétitions de liens vers un même terme.
- Les liens externes sont à placer uniquement dans une section « Liens externes », à la fin de l'article. Ces liens sont à choisir avec parcimonie suivant les règles définies. Si un lien sert de source à l'article, son insertion dans le texte est à faire par les notes de bas de page.
- La présentation des références doit suivre les conventions bibliographiques. Il est recommandé d'utiliser les modèles {{Ouvrage}}, {{Chapitre}}, {{Article}}, {{Lien web}} et/ou {{Bibliographie}}. Le mode d'édition visuel peut mettre en forme automatiquement les références.
- Insérer une infobox (cadre d'informations à droite) n'est pas obligatoire pour parachever la mise en page.

Pour une aide détaillée, merci de consulter Aide:Wikification.
Si vous pensez que ces points ont été résolus, vous pouvez retirer ce bandeau et améliorer la mise en forme d'un autre article.
Tournées par Jennifer Lopez
It's My Party tour
(7 juin 2019 - 11 août 2019) ...
This Is Me... Live (anciennement connu sous le nom de This Is Me... Now: The Tour) devait être la cinquième tournée de l’artiste américaine Jennifer Lopez. Elle devait soutenir son neuvième album studio, This Is Me... Now (2024). Comprenant 37 spectacles aux États-Unis, elle devait commencer le 26 juin 2024 à Orlando et se terminer le 31 août 2024 à Houston. Deux étapes au Canada, à Toronto et à Montréal étaient également prévu. La chanteuse annonce l’annulation intégrale de sa tournée le 31 mai 2024 suite à l’échec de son album.

## Dates et lieux des concerts
| Date (2024) | Ville            | Pays       | Lieu                       |
| ----------- | ---------------- | ---------- | -------------------------- |
| 26 juin     | Orlando          | États-Unis | Kia Center                 |
| 28 juin     | Miami            | États-Unis | Kaseya Center              |
| 29 juin     | Miami            | États-Unis | Kaseya Center              |
| 2 juillet   | Austin           | États-Unis | Moody Center               |
| 3 juillet   | Einburg          | États-Unis | Bert Ogden Arena           |
| 5 juillet   | San Antonio      | États-Unis | Frost Bank Center          |
| 6 juillet   | Dallas           | États-Unis | American Airlines Center   |
| 9 juillet   | Phoenix          | États-Unis | Footprint Center           |
| 11 juillet  | Los Angeles      | États-Unis | Kia Forum                  |
| 13 juillet  | Anaheim          | États-Unis | Honda Center               |
| 16 juillet  | San Francisco    | États-Unis | Chase Center               |
| 17 juillet  | Sacramento       | États-Unis | Golden 1 Center            |
| 19 juillet  | Palm Springs     | États-Unis | Acrisure Arena             |
| 20 juillet  | Las Vegas        | États-Unis | T-Mobile Arena             |
| 22 juillet  | Denver           | États-Unis | Ball Arena                 |
| 24 juillet  | Tulsa            | États-Unis | BOK Center                 |
| 26 juillet  | Rosemont         | États-Unis | Allstate Arena             |
| 27 juillet  | Indianapolis     | États-Unis | Gainbridge Fieldhouse      |
| 30 juillet  | Pittsburgh       | États-Unis | PPG Paints Arena           |
| 31 juillet  | Détroit          | États-Unis | Little Caesars Arena       |
| 2 août      | Toronto          | Canada     | Scotiabank Arena           |
| 3 août      | Toronto          | Canada     | Scotiabank Arena           |
| 5 août      | Montréal         | Canada     | Bell Center                |
| 7 août      | Boston           | États-Unis | TD Garden                  |
| 9 août      | Belmont Park     | États-Unis | UBS Arena                  |
| 10 août     | Newark           | États-Unis | Prudential Center          |
| 13 août     | Philadelphie     | États-Unis | Wells Fargo Center         |
| 14 août     | Washington, D.C. | États-Unis | Capital One Arena          |
| 16 août     | New York City    | États-Unis | Madison Square Garden      |
| 17 août     | New York City    | États-Unis | Madison Square Garden      |
| 20 août     | Cleveland        | États-Unis | Rocket Mortgage FieldHouse |
| 22 août     | Nashville        | États-Unis | Bridgestone Arena          |
| 24 août     | Raleigh          | États-Unis | PNC Arena                  |
| 25 août     | Atlanta          | États-Unis | State Farm Arena           |
| 27 août     | Tampa            | États-Unis | Amalie Arena               |
| 30 août     | Nouvelle-Orléans | États-Unis | Smoothie King Center       |
| 31 août     | Houston          | États-Unis | Toyota Center              |